# Métaphore d'interface
Une métaphore d'interface est une métaphore dans laquelle l’utilisation d’une interface virtuelle reflète un processus ou une interface de la vie réelle. Parmi les métaphores d'interface les plus connues, on peut citer la métaphore du bureau.
D'autres paradigmes d'interfaces sont possibles.